# Галиндский язык
Гали́ндский язык (галиндийский) — язык западно-балтийского племени галиндов. Предположительно, являлся наречием прусского языка.
Был распространён на юге Пруссии, в области Галиндия (Galindia, Galindin, Galinda), которая находилась на северо-востоке современной Польши. Земля галиндов простирались от верховьев реки Лына до озера Снярдвы. В течение XIII века был вытеснен польским и немецким языками. Представлен ономастикой и топонимией.
Впервые этноним «галинды» встречается у Геродота в V веке до н. э. — Γελωνου, затем у Птолемея во II веке — Γαλίνδαι. Позднее Galindite в «Хронике» у Петра Дуйсбургского в 1326 году. Название связано, видимо, или с обозначением окраины, края, конца, пограничья (лит. gãlas ‛конец’, латыш. gals и т. п.), или с гидронимами типа Galinde — приток Нарева, Galanten (Galland и пр.) — озеро. Название «галинды», по-видимому, охватывало ряд этнолингвистических групп в пределах внешнего балтийского пояса.
Обращает на себя внимание разница в локализации галиндов (голяди) в разных источниках:
- Птолемей помещает их вместе с судинами к востоку от венетов, гитонов и финнов, между венетами и аланами (иранским племенем);
- русские летописи говорят о голяди, сидящей по р. Протве, к юго-западу от Москвы;
- Пётр Дуйсбургский говорит о Галиндии как о десятой части среди других частей, на которые делится земля Пруссии; она локализуется в южной части Пруссии, к югу от Барты и западу от Судовии (области ятвягов), на границе с мазурами.

Отражение имени галиндов видят в названии области Golanda, через которую проходили лангобарды в своём движении на юг («История лангобардов» Павла Диакона) и которую ищут в районе польско-белорусского пограничья.
Показательно совпадение ряда окско-днепровских названий с гидронимами «исторической» Галиндии (ср. Кубрь — Kubra; Вызынка, Визенка — Wuyse; Скородинка — Skarde; Метелка — Mete; Нидалька — Nida; Малшинка — Malso(wangus); Нара — группа гидронимов с корнем Nar-; Лама — Lama(sila); Иночка — Inacus; Рус(с)а — Russe; Радуча — Raducken и др.).
Хотя языковой материал, связываемый с галиндским, очень невелик, значение соответствующего языкового типа не подлежит сомнению. Гигантский разброс языковых данных о галиндах во времени и пространстве и подчёркнутая периферийность этих свидетельств приоткрывают завесу и позволяют лучше понять важные особенности балтийского языкового комплекса в древности и некоторые существенные условия его развития.
Ни о фонетике, ни тем более о морфологии языка галиндов сказать практически ничего нельзя.